# Оурья (приток Северной Сосьвы)
Оурья (устар. Оурь-Я) — река в России, протекает по Берёзовскому району Ханты-Мансийского АО. Устье реки находится в 372 км по правому берегу реки Северная Сосьва. Длина реки составляет 27 км.

## Притоки
- 7 км: Нялингъя
- Учинелья
- Хультнеахтесвинея
- Оурьяталяхъя

## Данные водного реестра
По данным государственного водного реестра России относится к Нижнеобскому бассейновому округу, водохозяйственный участок реки — Северная Сосьва, речной подбассейн реки — Северная Сосьва. Речной бассейн реки — (Нижняя) Обь от впадения Иртыша.
Код объекта в государственном водном реестре — 15020200112115300025526.